# Pachia, Covasna
Pachia (în maghiară Páké) este un sat în comuna Brateș din județul Covasna, Transilvania, România. Se află în partea de sud-est a județului,  în Depresiunea Târgu Secuiesc.